# Базуєва Федосія Миколаївна
Базу́єва Федосі́я Микола́ївна (*27 травня 1918, присілок Пичанки, Зав'яловський район — †6 липня, 1992, село Зав'ялово, Зав'яловський район) — організатор колгоспного виробництва, заслужений колгоспник Удмуртської АРСР.
Федосія Миколаївна закінчила 2 курси Іжевського педагогічного технікуму в 1936 році, річні курси працівників дошкільних установ при Наркомпросі Удмуртської АРСР в 1937 році. Працювала інспектором Зав'яловського районо по дошкільним установам в 1937—1938 роках, вчителем та завідувачкою школи у селі Пичанки в 1938—1947 роках.
В 1948–1953 роках — бригадир польової бригади колгоспу. В 1953 році першою в республіці організувала в колгоспі «Росія» комплексну бригаду, якою керувала 25 років.
Учасник ВДНГ СРСР, за що нагороджена срібною (1969), малою срібною (1955) та бронзовою (1954) медалями. Була депутатом Верховної ради РРФСР (1963–1967), депутатом Верховної ради Удмуртської АРСР (1955–1963), делегатом III Всесоюзного з'їзду колгоспників (1969).
Нагороджена 2 орденами Леніна (1958, 1966), медалями. Занесена до Почесної книги трудової слави та героїзму Удмуртської АРСР (1965).